# Georg Wallberg
Georg Wallberg, född 1670 i Hudiksvalls församling, död 14 april 1715 i Hedvig Eleonora församling, Stockholm, var en svensk präst.

## Biografi
Georg Wallberg föddes 1670 i Hudiksvalls församling. Han var son till handelsmannen och rådmannen Mårten Göransson och Catharina Svensdotter. Wallberg studerade vid Härnösands gymnasium och blev 30 januari 1689 student vid Uppsala universitet under namnet Valdberg. Han promoverades 11 december 1700 till magistergraden och prästvigdes 4 november 1703 i Uppsala domkyrka till huspredikant hos kungliga rådet Ernst Creutz änkefru Maria Silfverhielm. Wallberg blev sedan hovpredikant hos prinsessan Ulrika Eleonora och 1706 förste predikant vid livgardet, samt intog 15 augusti 1706 plats som assessor i Hovkonsistorium. Han blev 29 november 1709 kyrkoherde i Hedvig Eleonora församling, tillträdde 1 maj 1711 och blev 24 maj 1711 assessor i Stockholms konsistorium. Wallberg  avled 1715 i Hedvig Eleonora församling.

### Familj
Wallberg gifte sig 6 november 1710 i Jakobs kyrka med Anna Magdalena Silfverström (1685–1761), dotter till kammarrådet Johan Silfverström och Anna Maria Hauber. De fick tillsammans barnen Anna Catharina Wallberg (1711–1764) som var gift med bankokommissarien Esaias Zedritz, statssekreteraren Johan Georg Wallencreutz (1712–1789), Maria Eleonora Wallberg (1713–1791) som var gift med hovkonditorn Joachim Christopher Ziegler och bergmästaren Johan Urlander och Martinus Wallberg (född 1714). Efter Wallbergs död gifte Anna Magdalena Silfverström om sig med bruksägaren Anders Lagerholm och bankkommissarien Paul Krell.